# سورن فريس
سورن فريس (بالدنماركية: Søren Friis)‏ هو لاعب كرة قدم دنماركي، ولد في 13 ديسمبر 1976 في الدنمارك في مملكة الدنمارك. لعب مع نادي هورسينس.